# Turzynek
Turzynek – wieś w Polsce położona w województwie kujawsko-pomorskim, w powiecie aleksandrowskim, w gminie Raciążek.

## Podział administracyjny
W latach 1975–1998 miejscowość administracyjnie należała do województwa włocławskiego.

## Demografia
Według Narodowego Spisu Powszechnego (III 2011 r.) liczył 193 mieszkańców. Jest piątą co do wielkości miejscowością gminy Raciążek.

## Znane osoby
W Turzynku urodził się Czesław Czyński (1858–1932), polski okultysta, parapsycholog, pisarz, hipnotyzer i chiromanta.